# Lamprosema lacertalis
Lamprosema lacertalis là một loài bướm đêm trong họ Crambidae.